# 新聞頻道
新聞頻道是指專門播出新聞節目的电视频道，包含電視、電台等。世界上首個全天候播出之新聞頻道為CNN。

## 部分知名新聞頻道
以下為部分世界知名的新聞頻道。

### 美國
- CNN
- CNBC
- Bloomberg Television
- Fox News Channel

### 英國
- BBC News
- GB News
- SKY News

### 台灣
- 台視新聞台
- 台視財經台
- 非凡新聞台
- 非凡商業台
- 壹電視新聞台
- 鏡電視新聞台
- 三立新聞台
- 三立iNEWS台
- 年代新聞台
- 民視新聞台
- 東森新聞台
- 東森財經新聞台
- 東森亞洲新聞台
- 華視新聞資訊台
- 寰宇新聞台
- 寰宇新聞台灣台
- 寰宇財經台
- TVBS新聞台
- TVBS
- 中視新聞台
- 中天新聞台
- 公視新聞
- 大愛新聞

### 日本
- NTV NEWS24
- TBS NEWS

### 韩国
- YTN
- 聯合新聞TV
- KBS NEWS D

### 歐洲
- Euronews
- 法蘭西24
- 德国之声电视台

### 中东
- 半島電視台英語頻道
- Press TV
- 土耳其广播电视公司国际频道

### 中國大陆
中国大陆目前可以合法收视的全国性专业电视新闻（资讯）频道仅有三条。它们是：中国中央电视台新闻频道（CCTV-13）、中国环球电视网 (频道)（CGTN）以及总部设在香港的凤凰卫视资讯台（Phoenix Infonews）。其他一些电视频道也播放新闻，但是并不是以新闻作为全部内容。如中国中央电视台综合频道（CCTV-1）、中国中央电视台财经频道（CCTV-2）、中国中央电视台中文国际频道（CCTV-4）、中国环球电视网西班牙语频道（CGTN Español）、中国环球电视网法语频道（CGTN Français）、中国环球电视网阿拉伯语频道（CGTN العربية）、中国环球电视网俄语频道（CGTN Русский），以及各地方电视台上星综合频道或新闻综合频道等。
此外，各地方电视台制作的新闻节目，以地方党政资讯为主，模式与央视《新闻联播》类似，但部分未开播地方性专业电视新闻（资讯）频道的地方电视台并不是以新闻作为该台某一个频道的全部内容（以县级、地级电视台为多，部分地方电视台所称的“新闻（资讯）频道”是以新闻（资讯）为主的综合类频道、而不是专业化频道）。
例如各省，直辖市还有覆盖本地的新闻频道，如北京电视台财经频道、北京电视台新闻频道、上海广播电视台新闻综合频道、上海广播电视台第一财经频道、天津广播电视台新闻频道、河北广播电视台公共频道、山西广播电视台黄河频道、山西广播电视台经济与科技频道、山西广播电视台社会与法治频道、广东广播电视台新闻频道、广西广播电视台新闻频道、江苏省广播电视总台公共·新闻频道、浙江电视台经济生活频道、浙江电视台民生休闲频道、浙江电视台新闻频道、湖南广播电视台经视频道、湖南广播电视台都市频道、湖北广播电视台公共·新闻频道、江西广播电视台新闻频道、安徽广播电视台经济生活频道、安徽广播电视台公共频道、山东广播电视台新闻频道、河南广播电视台新闻频道、四川广播电视台新闻频道、福建电视台新闻频道、重庆电视台新闻频道、贵州广播电视台公共频道、云南广播电视台都市频道、内蒙古广播电视台新闻综合频道、辽宁广播电视台都市频道、辽宁广播电视台经济频道、辽宁广播电视台北方频道、吉林广播电视台公共·新闻频道、黑龙江广播电视台新闻法治频道、陕西广播电视台新闻资讯频道、陕西广播电视台都市青春频道、陕西广播电视台生活频道、青海广播电视台经济生活频道、宁夏广播电视总台公共频道、新疆广播电视台汉语经济生活频道、新疆广播电视台维吾尔语经济生活频道、新疆广播电视台信息服务频道、海南广播电视总台自贸频道、海南广播电视总台新闻频道等。由于政策垄断因素，省级电视台的新闻（资讯）频道亦是“大杂烩”。

#### 中国中央电视台新闻频道
中国中央电视台新闻频道（CCTV-13），试播于2003年5月1日，是目前中国大陆最主要的电视新闻频道。该频道可进入中国各地的有线电视网（还可以面向全球的有线电视网）收看，亦可通过普通卫星信号接收器接收中星6B卫星上的CCTV-13的卫星直播信号或通过户户通工程的专用卫星接收器收视，在香港、澳门地区亦可通过收费电视网或数字电视免费收视。该频道开播的原因主要是2003年伊拉克战争爆发。由于当时的中国中央电视台并没有新闻直播频道，只有一个新闻·综合频道（CCTV-1），致使很多观众选择通过凤凰卫视资讯台的直播来了解第一手信息。这一情况促使中国中央电视台开辟了自己的新闻频道。由于是中国中央电视台旗下的频道，该台会播出一些中共及中国政府的会议、精神等“时政新闻”，而且其新闻的客观、中立性颇受质疑。

#### 中国环球电视网 (主频)
中国环球电视网 (频道)（CGTN主频），开播于北京时间2016年12月31日12时整，置换前为中国中央电视台英语新闻频道（于2010年4月26日由原1994年1月1日正式开播的中国中央电视台英语国际频道改版更名为英语新闻频道，并自2016年12月31日12时整起置换为中国环球电视网主频道），是中国唯一的24小时英语新闻频道。在中国境内免费收视，进入有线电视网，全球很多地区也可以通过卫星和互联网收看。中国环球电视网主频道旨在提供世界新闻的中国观点，形成了以西方面孔为主的国际新闻记者阵容。

#### 凤凰卫视资讯台
凤凰卫视资讯台（Phoenix Infonews）总部设在香港，名义上是一个境外电视频道。它只在部分地区进入数字有线电视网络，付费收看，也有很多民众通过安装卫星接收装置非法收看。24小时播出，主要定位于高教育水平、高收入的中国大陆观众。而由于观点亲大陆、使用普通话播出，该台在港澳收视率相对较低。虽然其观点的客观中立性亦受质疑，且新闻来源随意性较大，但是普遍认为该台是中国大陆目前最客观及时的新闻频道，会关注诸如香港议会政治之类的大陆媒体很少关注或有意回避的新闻话题。2010年金正日秘密访华期间，该台在中国官方尚未证实的情况下引用韩国媒体和日本NHK的消息，放出传闻。而这样的消息在中国大陆媒体严格审查的制度背景下是很难见到的。

#### 其他播放新闻节目的著名电视频道（部分）

##### 中国中央电视台综合频道
中国中央电视台综合频道（CCTV-1）的新闻节目，主要是与中央电视台新闻频道并机直播。也有专供综合频道自己播出的新闻节目，如《晚间新闻》。该台通过16:9标清和16:9高清两种制式播放。在新闻频道要直播其他节目的时候原本两台并机直播的新闻节目也会同时启用新闻频道的演播室与《新闻联播》的演播室进行分途广播。

##### 中国中央电视台财经频道
中国中央电视台财经频道（CCTV-2）着重报道财经新闻，也会有一些科技、奇闻轶事之类的资讯。

##### 中国中央电视台中文国际频道
中国中央电视台中文国际频道（CCTV-4，包括CCTV-4亚洲版、CCTV-4欧洲版、CCTV-4美洲版）制作的新闻中台湾方面的消息的比例比其他频道新闻高，而且有很多深度评论类的新闻节目。其中还有主要探讨台湾政治的《海峡两岸》。

##### 中国环球电视网（其他语种频道）
中国环球电视网同时还有西班牙语频道（CGTN Español）、法语频道（CGTN Français）、阿拉伯语频道（CGTN العربية）、俄语频道（CGTN Русский），均是原来中国中央电视台当中的外语频道置换来的，2016年12月31日中午12:00变成CGTN，但在中国国家新闻出版广电总局当中依然是在央视名录里头。其亦是以对应语种播出的以新闻资讯类为主的半综合频道。

##### 东方卫视/上视新闻综合频道
东方卫视是上海广播电视台旗下的卫星频道，向全国及海外播出。主要的新闻节目包括晨间节目《看东方》、正午新闻《东方大头条》、旗舰晚间新闻《东方新闻》以及夜间新闻《东方夜新闻》。其新闻节目内容涵盖中国新闻、国际新闻、上海本地新闻、文化体育新闻、财经新闻等。除了常规新闻栏目外，一遇突发事、重大事，东方卫视都会暂停原有节目，并进行直播。然而由于后面新规政策制约，一些国际重大事件不再安排东方卫视直播，改在Knews24互联网新闻频道播出。
而上海本土第一频道“上视新闻综合频道”亦开设本土新闻资讯栏目如《上海早晨》、《午间新闻》、《新闻夜线》、《新闻坊》、《媒体大搜索》、《双城记》，遇到上海本土突发大事，上视新闻综合频道亦会切断原播出计划来实况转播。有时亦会与东方卫视并机直播。

##### 第一财经
第一财经电视是上海广播电视台旗下的频道，透过旗下的第一财经频道覆盖上海本地及周边地区，透过付费电视频道东方财经向全国播放。

##### 湖南经视/湖南都市频道
湖南经视，是湖南广播电视台（HBS）旗下另一个主力电视频道（第一频道为湖南卫视），是湖南省具有竞争力的地面电视频道之一，同时也是中国电视“四小龙”地面频道之一（另三家为齐鲁电视台、江苏城市频道、浙江教育科技频道）。1996年，《经视新闻》首开中国电视新闻直播先河。1998年抗洪救灾，实现了24小时连续直播，成为当时省防指获得抗洪前线最新信息的首选。之后，湖南经视的《直播大事件》创下了中国地面突发新闻的鼻祖。
曾经突发事件发生的时候会切断原播出计划，实况转播新闻动态。如“汶川地震”、“08雪灾”、“雅安地震”等，会与湖南卫视全国并机直播。此外，遇上真人挑战秀，湖南卫视、湖南经视、湖南都市频道也会并机直播，如高空走钢丝、高空跳伞等。由于新规政策原因以及湖南卫视全国范围收视需求，2014年起不再参与并机直播。当湖南经视档期安排原因时，一些挑战类的体育节目则转移到湖南都市频道开辟的同类活动直播栏目《都市大直播》，有时会通过金鹰纪实卫视和全国多家地面频道联合直播。
湖南都市频道曾在2005年元旦开辟“eTV直播都市频道”，专门打造民生资讯类的新闻大直播，一直至2013年因故告终。现湖南都市频道白天时段均是重播的新闻资讯节目。

##### 广东广播电视台新闻频道
广东广播电视台新闻频道（简称：广东新闻频道、新闻频道、广东新闻，英语：GRT News Channel）是中国广东广播电视台拥有的一条普通话新闻资讯频道，亦是广东省第一条省级电视新闻频道，于2005年12月8日开播，前身为南方电视台科教频道（TVS-5）。频道播放新闻及资讯节目，启播时主要以广州话播音，2016年改版后，绝大部分节目陆续改以普通话播音。现时该频道只有《社会纵横》、《大湾区财富通》及每日重播的广东国际频道《英语新闻》、珠江频道《今日关注》四档非普通话新闻。

### 香港
- 現有頻道
  - 有線寬頻開電視
    - HOY資訊台

  - now TV
    - now直播台
    - now新聞台
    - now財經台
    - now報價台

  - 無綫電視/myTV SUPER
    - 無綫新聞台
    - 神州新聞台

  - 鳳凰衛視
    - 鳳凰衛視資訊台

  - 香港電台
    - 港台電視31（新闻时段）
    - 港台電視32（直播台）

  - 香港衛視（新聞時段）
  - 亞太第一衛視（新聞財經時段）

- 已停播頻道
  - 亞洲電視
    - 亞洲電視新聞財經頻道
    - 24小时亚视新闻台
    - 亚洲台（有一半的节目内容为新闻财经资讯，被官方以“时政评论”作为频道定位）

  - 無綫電視/myTV SUPER
    - 無綫財經 體育 資訊台（有一半的节目内容为财经资讯，但有外购节目、体育、赛马、六合彩，被官方以24小时免费财经频道作为定位）
    - TVB新聞台
    - 直播新聞台

  - 香港數碼電台
    - DBC財經台
    - DBC新聞台

  - 香港寬頻bbTV
    - 香港新聞台
    - 公共資訊台
    - 直播資訊台
    - 自選新聞台

  - 香港有線電視
    - 有線重點新聞台
    - 有線財經資訊台
    - 有線新聞台
    - 有線直播新聞台

### 澳門
- 澳門資訊台
- 澳門有線電視互動新聞台
- 澳亞衛視&澳門衛視（兩台新聞時段）

### 新加坡
- CNA

### 马来西亚
- 現有頻道
- Berita RTM
- Bernama TV
- Astro Awani

- 已停播頻道
- Worldride Broadcasting Channel
- Channel W
- Astro News

### 泰國
- TNN 24
- TNN 2

### 印度
在印度，由于宗教因素，故娱乐综艺类的频道极其少，大多商营电视台（含地方性特别语言的电视台）均以新闻资讯为主体竞争，偶尔还会播放依照各地宗教的不同播放宗教专题类节目。
印度的大多电视新闻台有些共同特点，频道镜面在台标或跑马旁边亦会出现数字时间。在整点、半点则是从每小时的57分、27分开始或不等（但部分整点和半点时段头会播放3分钟不等的头条新闻），并不像中国那样的过于整点和半点。
由于印度的电视频道过于注重商业化，故在大多各时段新闻节目每隔8-10分钟会插播商业广告5分钟不等，以至于每档半小时性的新闻节目实际上净时长只有16-20分钟不等，且第二段广告过后仅仅几分钟该时段新闻节目结束后再次广告（印时凌晨5点亦会打通一小时的专题广告）。同时在节目播出时候，亦不时会出现商业赞助信息屏、主控跑马植入广告（易将次层主控跑马当中的新闻快讯覆盖）以及下个时段的节目预告信息屏。
- DD NEWS（政府级电视台，亦不播商业广告）
- LSTV（印度议会频道）
- NDTV INDIA
- NDTV NEWS 24×7（英语新闻）
- ZEE NEWS
- NEWS18（印度Network18公司成立，分印度语、泰米尔语、孟加拉语等语种的新闻频道）
- CNN-News18（NEWS18英语新闻，与CNN合资）
- INDIA TV
- NEWS NATION(NN)
- STAR NEWS（英语新闻）
- STAR NEWS INDIA
- NEWS X（英语新闻）
- Polimer NEWS（泰米尔语新闻台，HD）

### 意大利
- TG1
- TG2
- TG3
- TG4
- TG5